# Челядзь-Мала
Челядзь-Мала (пол. Czeladź Mała) — село в Польщі, у гміні Ємельно Ґуровського повіту Нижньосілезького воєводства.
Населення — 25 осіб (2011).
У 1975-1998 роках село належало до Лешненського воєводства.

## Демографія
Демографічна структура станом на 31 березня 2011 року:
|          | Загалом | Допрацездатний вік | Працездатний вік | Постпрацездатний вік |
| -------- | ------- | ------------------ | ---------------- | -------------------- |
| Чоловіки | 13      | 4                  | 6                | 3                    |
| Жінки    | 12      | 2                  | 6                | 4                    |
| Разом    | 25      | 6                  | 12               | 7                    |